# Crvenka
Crvenka (cyr. Црвенка) – miasto w Serbii, w Wojwodinie, w okręgu zachodniobackim, w gminie Kula. W 2011 roku liczyło 9001 mieszkańców.